# Sichuan Guancheng
El Sichuan Guancheng (en chino, 四川冠城) fue un equipo de fútbol de China que jugó en la Super Liga China, la primera división de fútbol del país.

## Historia
Fue fundado en el año 1953 en la ciudad de Chengdu en la provincia de Sichuan con el nombre Sichuan FC. En 1960 participa por primera vez en la Liga Jia-A, la primera división semiprofesional de China, en la cual participaron en 25 temporadas entre 1960 hasta su desaparición en 1993 donde lograron dos subcampeonatos nacionales en 1978 y 1990, además de un tercer lugar en 1986.
Luego de que el fútbol en China se volviera profesional en 1993, se convirtió en uno de los equipos fundadores de la Super Liga China luego de que a finales del mismo año fuera refundado como Sichuan Quanxing como el equipo representante de la región occidental de China hasta que apareció en Vanguard Huandao.
Entre 1999 y 2001 el club modificó un poco su nombre por razones de patrocinio y en 2002 el club es vendido al Grupo Dahe y pasó a llamarse Sichuan Dahe.
Sin embargo un año más tarde se encontró evidencia de que el Grupo Dahe fue creado bajo la influencia del Dalian Shide. Bajo la crítica de una competición justa, el club fue vendido al Grupo Guancheng y pasó a llamarse Sichuan Guancheng, aunque con la venta no fue removida la influencia del Dalian Shide; pero luego de una investigación hecha por la Asociación China de Fútbol, al club le fue ordenado que se desvinculara completamente del Dalian Shide.
El club desaparece el 27 de enero de 2006 luego de que el Dalian Shide no pudo realizar a tiempo la venta con la Asociación de Fútbol de Sichuan.
El club participó en las primeras doce temporadas de la Super Liga China entre 1994 y 2005 donde terminaron en tercer lugar en dos ocasiones en 1999 y 2000.

## Nombres Anteriores
- 1953–1993: Sichuan FC 四川足球队
- 1994–1998: Sichuan Quanxing 四川全兴
- 1999: Sichuan Quanxing Langjiu 四川全兴郎酒
- 2000: Sichuan Quanxing Shuijingfang 四川全兴水井坊
- 2001: Sichuan Shangwutong 四川商務通
- 2002: Sichuan Dahe 四川大河
- 2003–2005: Sichuan Guancheng 四川冠城

## Entrenadores
Estos son algunos de los entrenadores que tuvo el club durante su era profesional:
- Milos Hrstic (1998)
- Chi Shangbin (1998)
- Edson Tavares (1999)
- Milos Hrstic (2000)
- Bob Houghton (2001)
- Ilija Petkovic (2002)
- Xu Hong (2003–2004)
- Gao Huichen (2004–2005)